# Ernesto De Curtis
Ernesto De Curtis, född 4 oktober 1875 i Neapel, död 31 december 1937 i Neapel, var en italiensk kompositör och musiker (piano). Han var bror till konstnären Giambattista De Curtis.